# Rosenbergia scutellaris
Rosenbergia scutellaris là một loài bọ cánh cứng trong họ Cerambycidae.